# Пикник. Трибьют
«Пикник. Трибьют» — музыкальный альбом-трибьют, составленный из песен рок-группы «Пикник», записанных различными исполнителями.
Вышел 24 сентября 2003 года. Выпущен издательством «Мистерия звука» на CD.

## История
Идея альбома родилась в 2002 году, во время юбилейного (посвящённого 20-летию группы) турне группы «Пикник», и уже в следующем году, накануне дня рождения Шклярского, 19 различных исполнителей представили на суд общественности своё виденье, понимание и интерпретацию творчества «Пикника».
В 2004 году Вадим Самойлов, записавший для трибьюта кавер песни «Я невидим», выпустил с «Пикником» совместный альбом «Тень вампира».

## Список композиций
1. Мы как трепетные птицы /Василий К. & The Kurtens
2. Я невидим /Вадим Самойлов
3. Искры около рта /Конец фильма
4. Иероглиф /Торба-на-Круче
5. Фиолетово-чёрный /Юта
6. Телефон /Замша
7. Вечер /Павел Кашин
8. Нигредо /Настя
9. Великан /Чайф
10. Ночь /ВИА Гагарин
11. Сон чудесный снится миру… /СерьГа
12. Сурги и лурги /Ю-Питер
13. Течёт большая река /Ольга Арефьева
14. Ночь /Запрещённые барабанщики
15. Интересно /Deadушки, Эдмунд Шклярский
16. Телефон /Леприконсы
17. Течёт большая река /Cabernet Deneuve
18. Шарманка /Юлия Теуникова, «Город Макондо»